# Byte (песня)
«Byte» — песня голландских диджеев Мартина Гаррикса и Brooks. Она была выпущена 7 апреля 2017 года лейблом Гаррикса STMPD RCRDS и Sony.

## Предыстория
Гаррикс выпустил песню на Ultra Music Festival в Майами. Он раскрыл фрагмент песни в Snapchat за день до фестиваля и в Instagram несколько месяцев назад. В твиттере он заявил, что 7 апреля 2017 года он выпускает две «вещи» — песню «Byte» и акустическую версию «Scared to Be Lonely». «Byte» описывается как «возвращение в EDM» для Гаррикса, так как его предыдущие синглы «In the Name of Love» и «Scared to Be Lonely» рассматривались как поп-музыка. Песню также сравнивали с песней «Tremor».

## Использование
Песня была использована в эпизоде мультсериала «Симпсоны» «The Miseducation of Lisa Simpson».

## Список композиций
| №  | Название             | Длительность |
| -- | -------------------- | ------------ |
| 1. | «Byte» (with Brooks) | 4:45         |

## Чарты
| Чарт (2017)                           | Высшая позиция |
| ------------------------------------- | -------------- |
| Бельгия/Фландрия (Ultratop Dance)     | 23             |
| Бельгия/Валлония (Ultratop Dance)     | 40             |
| Netherlands (Tipparade)               | 2              |
| US Dance/Electronic Songs (Billboard) | 49             |